# Cantón Fraternidad
El Cantón Fraternidad era la entidad territorial del Estado Soberano del Zulia Venezuela que precedió al distrito Perijá y que ocupaba el territorio de los actuales municipios Francisco Javier Pulgar,  Catatumbo, Colón y Jesús María Semprún.

## Ubicación
Limitaba al norte con el cantón Perijá, al sur con el Estado Táchira, al este con el Lago de Maracaibo y al oeste los Estados Unidos de Colombia.

## Historia
El cantón Fraternidad fue resultado del cambio de nombre del cantón Zulia, cuando el estado pasó a llamarse Zulia en 1864, conservando sus mismos límites, parroquias y cabecera.
En 1881 durante unos meses la villa de Casigua fue declarada capital del Estado Falcón Zulia, como una represalia del presidente Antonio Guzmán Blanco, luego la capital del Estado Falcón–Zulia, pasó a ser Capatárida por los siguientes 10 años.

## Geografía
El cantón Fraternidad ocupaba la región natural del sur del Lago de Maracaibo, dividida entre grandes ríos navegables como el Zulia, el Escalante y el Catatumbo por los que circulaban mercancías desde Colombia hasta Maracaibo.
Entre estos ríos se ubican tierras muy fértiles con abundante lluvia, las cuales fueron propicias para desarrollar grandes extensiones de cultivo de plátano.

## Parroquias
El Cantón Fraternidad estaba formado por las parroquias El Pilar (en verde), Santa Rosa (en rojo) y San Carlos (en azul).
NOTA: Favor corregir. La parroquia Santa Rosa era el antiguo pueblo de misión de Santa Rosa de Muenjepe situada en la desembocadura del río Mucujepe en el lago de Maracaibo, al oriente del territorio del Cantón Fraternidad (actual Municipio Francisco Javier Pulgar), por lo tanto no puede ser el señalado en azul, el cual corresponde a las actuales parroquias Encontrados del Municipio Catatumbo y Santa Cruz de Zulia del Municipio Colón.

## Poblaciones
Entre los pueblos que conformaban el cantón Fraternidad estaban:
- San Carlos del Zulia (cabecera o capital).
- El Pilar
- Santa Rosa
- Santa Bárbara del Zulia
- Encontrados
- Pueblo Nuevo El Chivo
- Casigua el Cubo

## Actividad económica
Las principales actividades eran el comercio por las vías fluviales y el cultivo del plátano y el café.

## Política
El cantón Fraternidad era representado por un Jefe de cantón, el cual no tenía autoridad real sobre el territorio siendo sus funciones más parecidas a las de un jefe civil, entre las que se encontraban: 
- Catastro
- Registro de nacimientos
- Registro de esclavos (hasta la abolición de la esclavitud por José Gregorio Monagas en 1854)
- Registro de Matrimonios (desde la instauración del matrimonio civil por Antonio Guzmán Blanco en 1873)

El orden público y las tributaciones corrían a cargo del gobierno central, así como la educación pública y gratuita instituida por Guzmán Blanco en 1870.

## Disolución
En 1884 con la nueva división territorial los cantones pasaron a ser distritos, sin embargo Fraternidad fue fusionado con el antiguo cantón Perijá para formar el distrito Perijá, no fue sino hasta 1927 que el antiguo cantón Fraternidad recuperó su autonomía al convertirse en distrito Colón.

## Legado
El nombre del cantón Zulia, pasó a ser desde 1864 el nombre del estado Zulia.